# Bataille d'Idano
La bataille d'Idano se déroule au cours de l'époque Sengoku, XVIe siècle de l'histoire du Japon.
Sept jours après le meurtre de Kiyoyasu (grand-père de Tokugawa Ieyasu) et chef des Matsudaira par le commandant rebelle Abe Masatoyo, les forces de Matsudaira décident de prendre leur revanche contre Masatoyo et son armée et sont victorieuses.

## Source de la traduction
- (en) Cet article est partiellement ou en totalité issu de l’article de Wikipédia en anglais intitulé « Battle of Idano » (voir la liste des auteurs).